# Vif, Isère
Vif är en kommun i departementet Isère i regionen Auvergne-Rhône-Alpes i sydöstra Frankrike. Kommunen ligger i kantonen Vif som tillhör arrondissementet Grenoble. År 2022 hade Vif 8 557 invånare.

## Befolkningsutveckling
Antalet invånare i kommunen Vif
Referens:INSEE